# Pedernales (tỉnh)
Pedernales là tỉnh cực nam Cộng hòa Dominica, bao gồm đảo Isla Beata. Tỉnh này đã được tách ra từ Barahona năm 1956. Tỉnh đã có tên Beata từ năm 1956 đến năm 1958

## Các đô thị và các huyện đô thị
Đến thời điểm ngày 20 tháng 10 năm 2006, tỉnh này được chia thành đô thị (municipio) và các huyện đô thị (distrito municipal - D.M.):
- Oviedo
- Pedernales
  - José Francisco Peña Gómez (D.M.)
  - Juancho (D.M.)
- Isla Beata

Dưới đây là bảng các đô thị và huyện đô thị.
| Tên                 | Tổng dân số | Dân số đô thị | Dân số nông thôn |
| ------------------- | ----------- | ------------- | ---------------- |
| Isla Beata          | 13759       | 11568         | 2191             |
| Oviedo              | 37884       | 19336         | 18548            |
| Pedernales          | 35482       | 25621         | 9861             |
| Pedernales province | 87125       | 56525         | 30600            |